# Ann Smith Franklin
Ann Smith Franklin (Boston Provincia de la bahía de Massachusetts, 2 de octubre de 1696 - Newport (Rhode Island), 16 de abril de 1763) fue una impresora y editora de un periódico colonial estadounidense. Heredó el negocio de su esposo, James Franklin, hermano de Benjamin Franklin. Publicó en Newport, Rhode Island,  el Mercury, imprimió una serie de almanaques y papel moneda de Rhode Island. Ella fue la primera editora de periódico del país, en escribir un almanaque, y la primera mujer y la primera mujer ingresada en el Salón de a Fama del Periodismo de la Universidad de Rhode Island.

## Carrera
Después de experimentar una dura censura en Boston -incluida la pena de prisión- por los artículos supuestamente "«perversos»" que publicó en The New England Courant, su esposo James se fue a la atmósfera más libre de la colonia de Rhode Island. Él y Ann dirigieron la primera imprenta en la colonia y publicaron su primer periódico, The Rhode Island Gazette. Después de una larga enfermedad, James murió en Newport en 1735, dejando a Ann viuda, de 39 años, con tres hijos pequeños para mantener, un niño le había precedido en la muerte.
En 1736, Ann presentó una solicitud a la Asamblea General de Rhode Island, buscando trabajos de impresión para mantener a su familia. Se le adjudicó el contrato, convirtiéndose en la impresora oficial de la Asamblea General de la colonia, una posición que mantuvo hasta su muerte. En ocupación oficial, imprimió la carta de la colonia otorgada por Carlos II de Inglaterra. Para complementar sus ingresos, imprimió sermones para ministros religiosos, anuncios para comerciantes, así como novelas populares británicas. El trabajo más notable de Ann fue compilar y publicar cinco ediciones del Rhode Island Almanack, para los años 1737-1741. En 1741, comenzó a vender el almanaque de su cuñado Benjamín, el Poor Richard's Alamanac, y en 1745, imprimió 500 copias de Acts and Laws of Rhode Island una edición In-folio, su mayor encargo. En 1758, publicó el Newport Mercury, el primer periódico de Rhode Island.
Ann Smith Franklin murió en 1763 y fue enterrada en el Common Burying Ground and Island Cemetery.